# Violet McGraw
Violet Elizabeth McGraw (California, 22 de abril de 2011) es una actriz estadounidense. Comenzó a actuar con cinco años, debutando en la serie de televisión Love, interpretando el papel recurrente de Nina. Su primera película fue Ready Player One, en 2018. También es conocida por su papel de Cady en la película de terror Megan de 2023.

## Carrera
Violet McGraw comenzó a actuar a una edad temprana. En 2016, McGraw hizo su debut como actriz Reckless Juliets (2017), como Aria Morgan y en la serie de televisión Love como Nina (2018). Es más conocida por los papeles de Alice, en Jett de 2019 y su cameo como una niña en un carrito de compras, en el éxito de taquilla de 2018, dirigida por Steven Spielberg, Ready Player One. En 2018 tuvo su primer papel importante como la joven Nell Crain, versión más joven del personaje de Victoria Pedretti, en la serie de Netflix de Mike Flanagan, The Haunting of Hill House.
Fue anunciada como parte del elenco en septiembre de 2017, y el elenco fue nominado para el Premio OFTA de Televisión al Mejor Reparto en 2019. McGraw luego protagonizó la película dramática Our Friend (2019) como Evie Teague, con papeles secundarios en Doctor Sueño (2019) como Violet y Bennett's War (2019). Basándose en sus experiencias en The Haunting of Hill House y Doctor Sleep, McGraw pudo darle consejos a su hermana mayor Madeleine cuando esta última protagonizó la película de terror The Black Phone. 
McGraw hizo su debut en Marvel Cinematic Universe en Black Widow de 2021, como la joven Yelena Belova, con la versión adulta interpretada por Florence Pugh. En 2025 repitió el papel en Thunderbolts* .En 2021, también protagonizó Separation (2021) como Jenny Vahn y en 2022 interpretó a Cady en la película de acción tecnológica de Universal Pictures, M3gan, para Blumhouse, repitiendo su papel en M3gan 2.0 en 2025. En mayo de 2023, fue elegida para A Wonderful Way with Dragons.

## Vida personal
Violet McGraw es la menor de cuatro hermanos. Sus hermanos mayores también son actores: Jack McGraw de The Good Dinosaur, Aidan McGraw de American Sniper y Madeleine McGraw, quien interpreta a Gwen en The Black Phone.

## Filmografía

### Cine
| Año  | Título                       | Personaje               | Director               |
| ---- | ---------------------------- | ----------------------- | ---------------------- |
| 2018 | Ready Player One             | Niña carrito de compras | Steven Spielberg       |
| 2019 | Bennet's War                 | Rebeca                  | Alex Ranarivelo        |
| 2019 | Our friend                   | Evie Teague             | Gabriela Cowperthwaite |
| 2019 | Doctor Sueño                 | Violet                  | Mike Flanagan          |
| 2021 | Separation                   | Jenny Vahn              | William Brent Bell     |
| 2021 | Black Widow                  | Joven Yelena Belova     | Cate Shortland         |
| 2022 | A Christmas Mystery          | Violet Pierce           | Alex Ranarivelo        |
| 2022 | I believe in Santa           | Ella                    | Alex Ranarivelo        |
| 2022 | Megan                        | Cady                    | Gerard Johnstone       |
| 2024 | The life of Chuck            | Iris                    | Mike Flanagan          |
| 2024 | The Curse of the Necklace    | Ellen Davis             | Juan Pablo Arias Munoz |
| 2025 | A Wonderful Way With Dragons | Bee                     | Delfine Paolini        |
| 2025 | M3GAN 2.0                    | Cady                    | Gerard Johnstone       |
| 2025 | Thunderbolts*                | Joven Yelena Belova     | Jake Schreier          |

### Televisión
| Año  | Título                            | Personaje        |
| ---- | --------------------------------- | ---------------- |
| 2017 | Reckless Juliets                  | Aria Morgan      |
| 2018 | The haunting of Hill House        | Joven Nell Crane |
| 2019 | Law & Order: Special Victims Unit | Bailey Shaw      |
| 2019 | Love                              | Nina             |
| 2019 | Jett                              | Alice            |

### Videojuegos
| Año  | Título                       | Personaje          |
| ---- | ---------------------------- | ------------------ |
| 2017 | Hello Neighbor               | Mya Peterson (voz) |
| 2018 | Hello Neighbor:Hide and seek | Mya Peterson (voz) |